# Сула білочерева
Сула білочерева (Sula leucogaster) — великий морський птах родини сулових (Sulidae).

## Опис
Дорослий птах досягає довжини від 65 до 75 см і важить від 900 гр до 1,5 кг. Розмах крил становить від 130 до 150 см. Тіло має обтічну форму, типову для олуш. Голова та верхні частині тіла темно-бурі, решта частин тіла — біла. Молоді птахи сіро-бурі, із темнішою головою, крилами і хвостом.
У сули довгий, загострений дзьоб, який полегшує їй ловлю риби. Вона полює на здобич, кидаючись з висоти 30 м і більше на водяну поверхню і занурюючись у зграї каракатиць та кефалевих. При цьому повітряні мішки у голові пом'якшують удар об воду.
Сула білочерева — це майстерний летун. Вона часто ковзає низько над поверхнею води, нагадуючи своїми фазами ковзання альбатросів. На висоті понад 30 м над поверхнею води птахи літають рідко. На суші пересування птахів повільне і схоже на качину ходу вперевалку.
Зазвичай ці птахи мовчазні, хоча у окремих випадках відтворюють звуки, що нагадують хрюкання або квакання.

## Поширення
Гніздиться на тропічних островах Атлантичного і Тихого океанів, особливо Мексиканської затоки і Карибського моря.

## Спосіб життя
Формує великі колонії. Відкладає два блакитних яйця на землю або у гніздо, створене зі шматків черепашок та рослинного матеріалу. Поза сезоном гніздування мігрує на великі відстані.

## Харчування
Сула білочерева харчується переважно летючими рибами та іншими видами риб, а також деякими головоногими (каракатицями та ін.). За своєю здобиччю птахи пікірують із висоти до 15 м над поверхнею моря. Дуже велику здобич птахи ловлять із нижчих висот. Найчастіше птахи пікірують з висоти 3 м, 23% пікіруючих польотів вертикальні, 40% проходять під кутом понад 45°. Інші пікіруючі польоти неможливо класифікувати, тому що вони відбуваються спіралеподібно. Сули білочереві виглядають здобич, дивлячись вперед, це відрізняє їх від інших морських птахів, які спостерігають поверхню води безпосередньо під собою. Летючі риби стають здобиччю птахів у момент занурення риб у воду. Випадки полювання на рибу, в момент, коли вона знаходиться над поверхнею води, рідкісні. Незадовго до занурення, птахи широко розставляють крила. Під водою сули білочереві можуть перебувати до 40 секунд.
Для сули білочеревої характерний клептопаразитизм, вони переслідують інших сул та фрегатів, якщо ті несуть у дзьобі рибу. Птахи шукають здобич або наодинці, або в групах. У тропічних водах птахи шукають їжу поблизу зграй дельфінів.

## Галерея

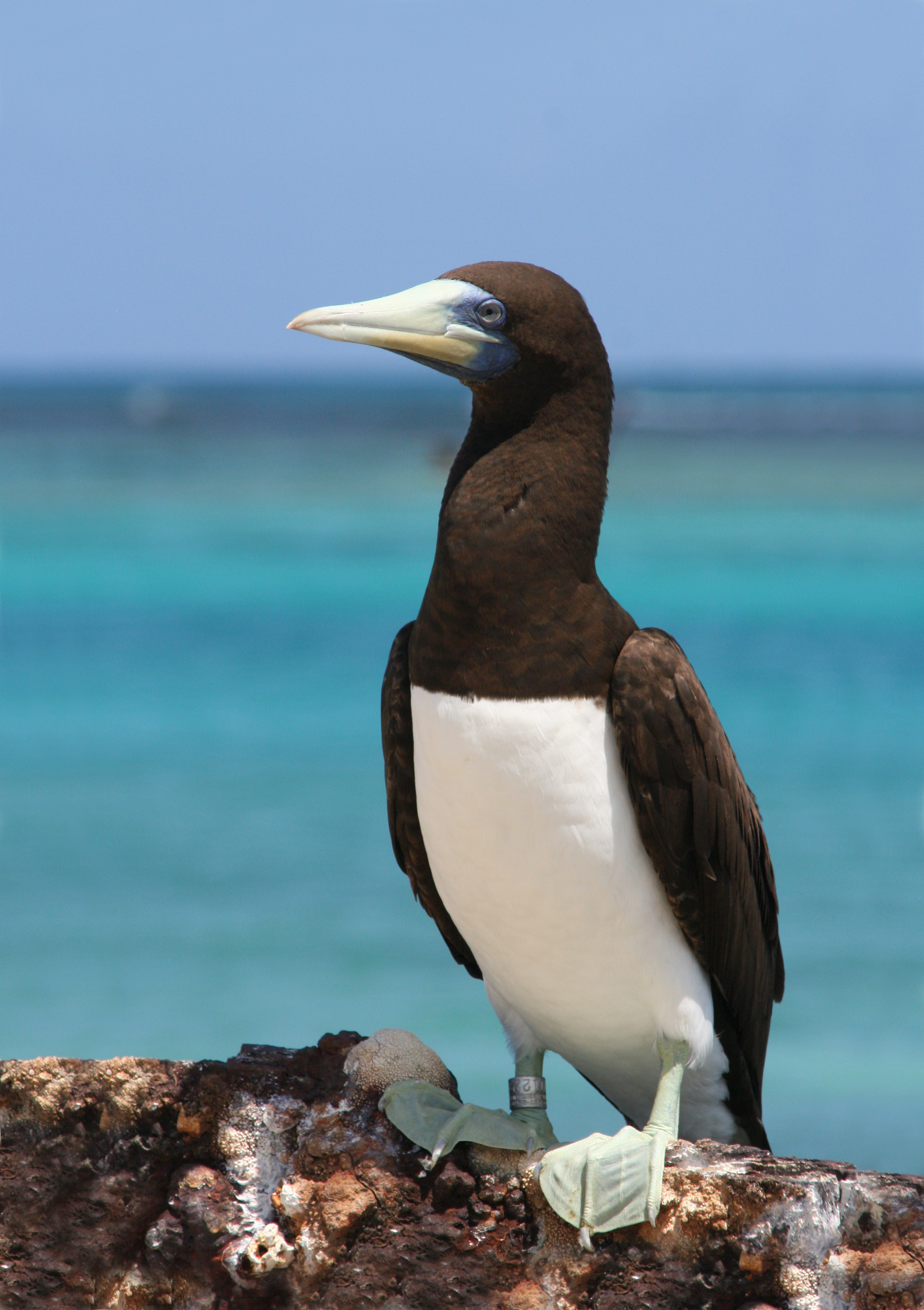
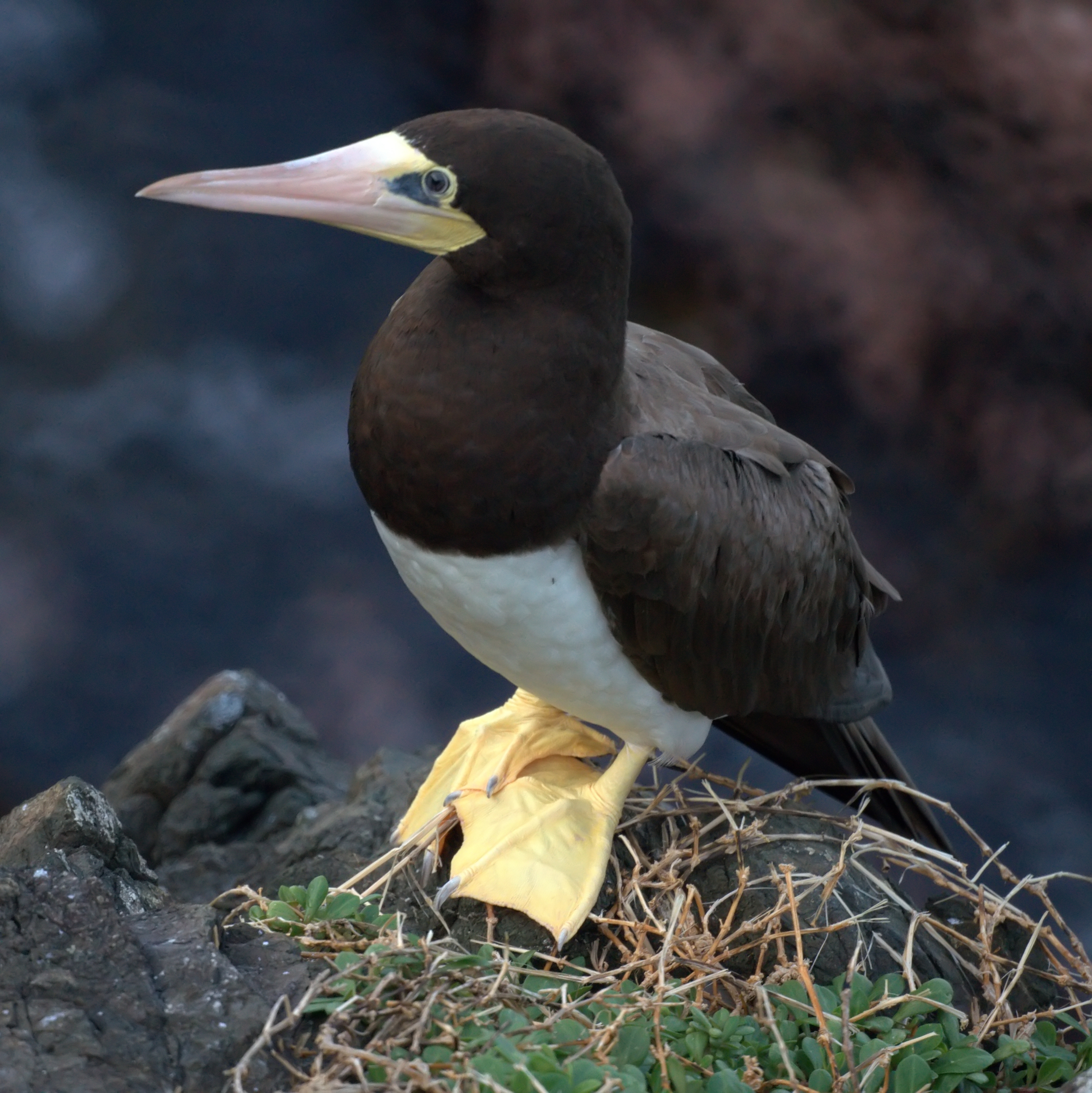
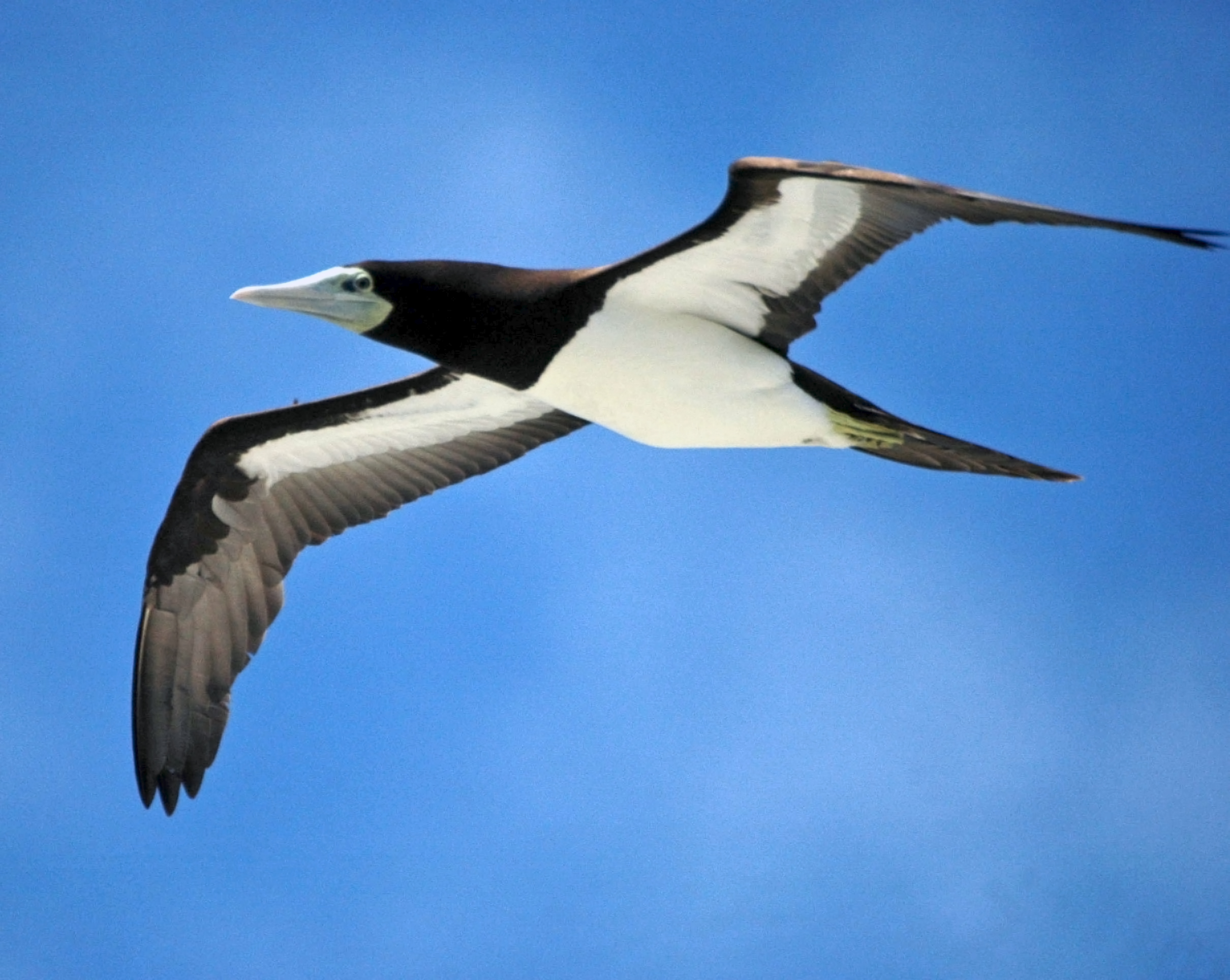
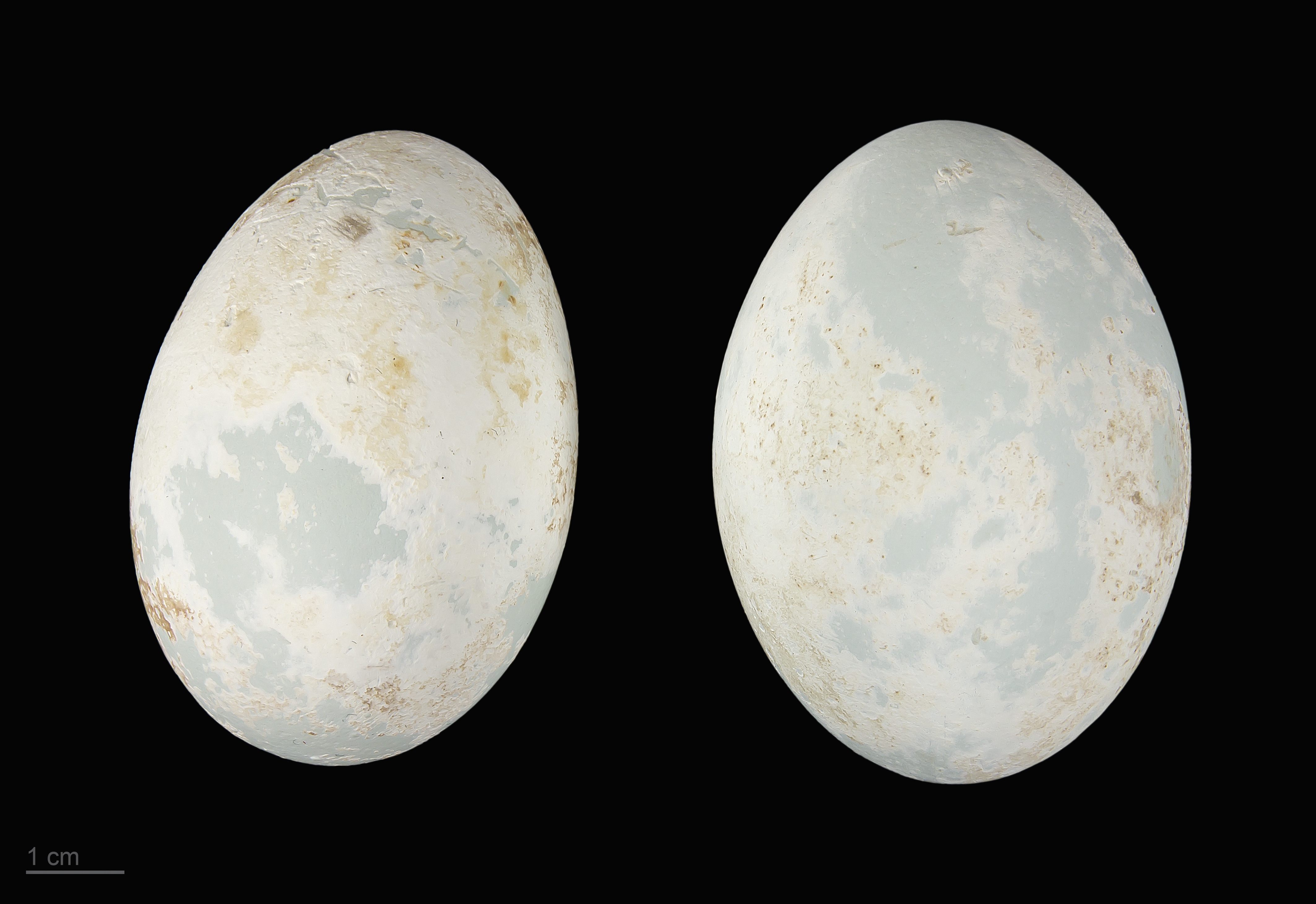
яйце Sula leucogaster -  Тулузький музей
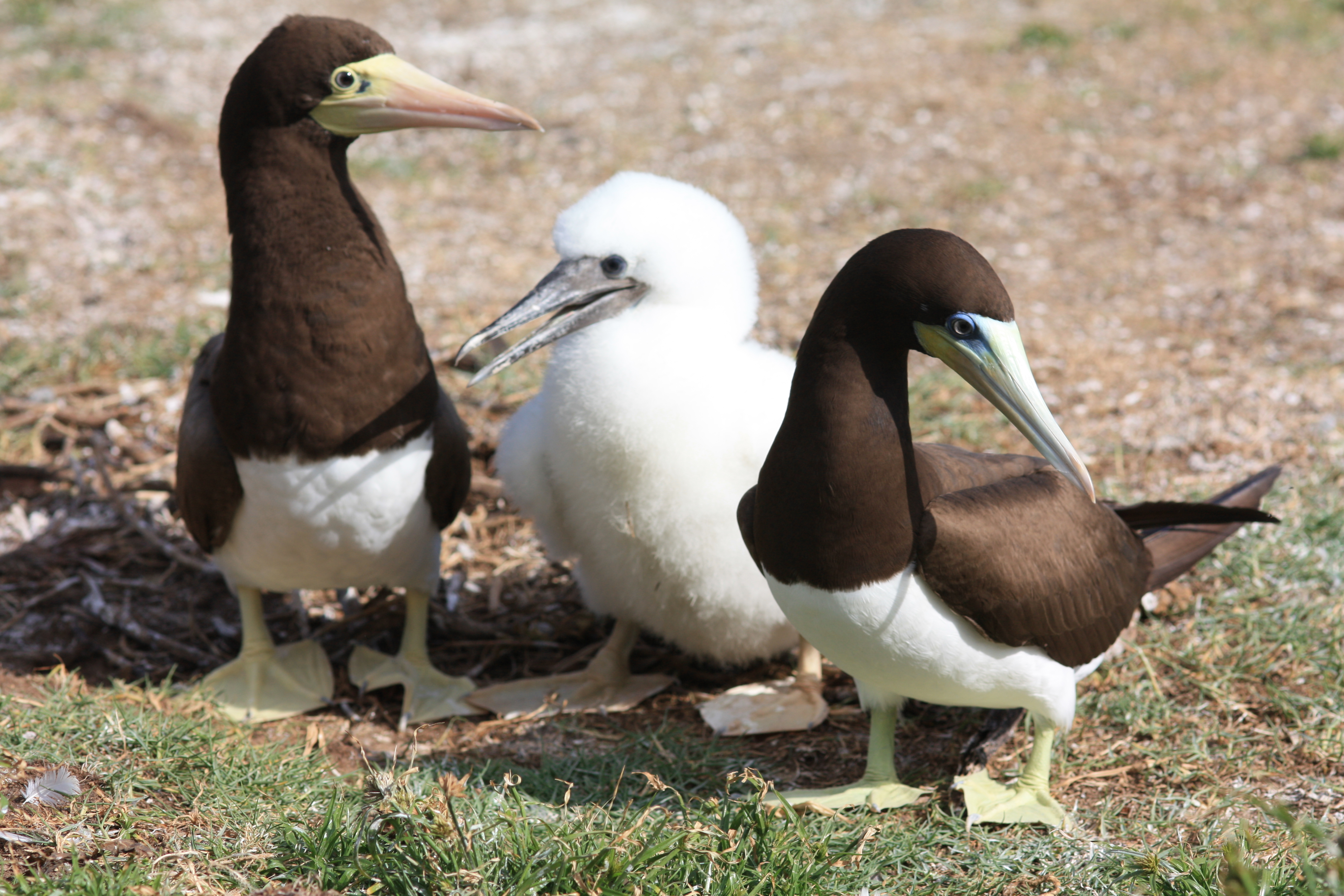
пара з пташеням
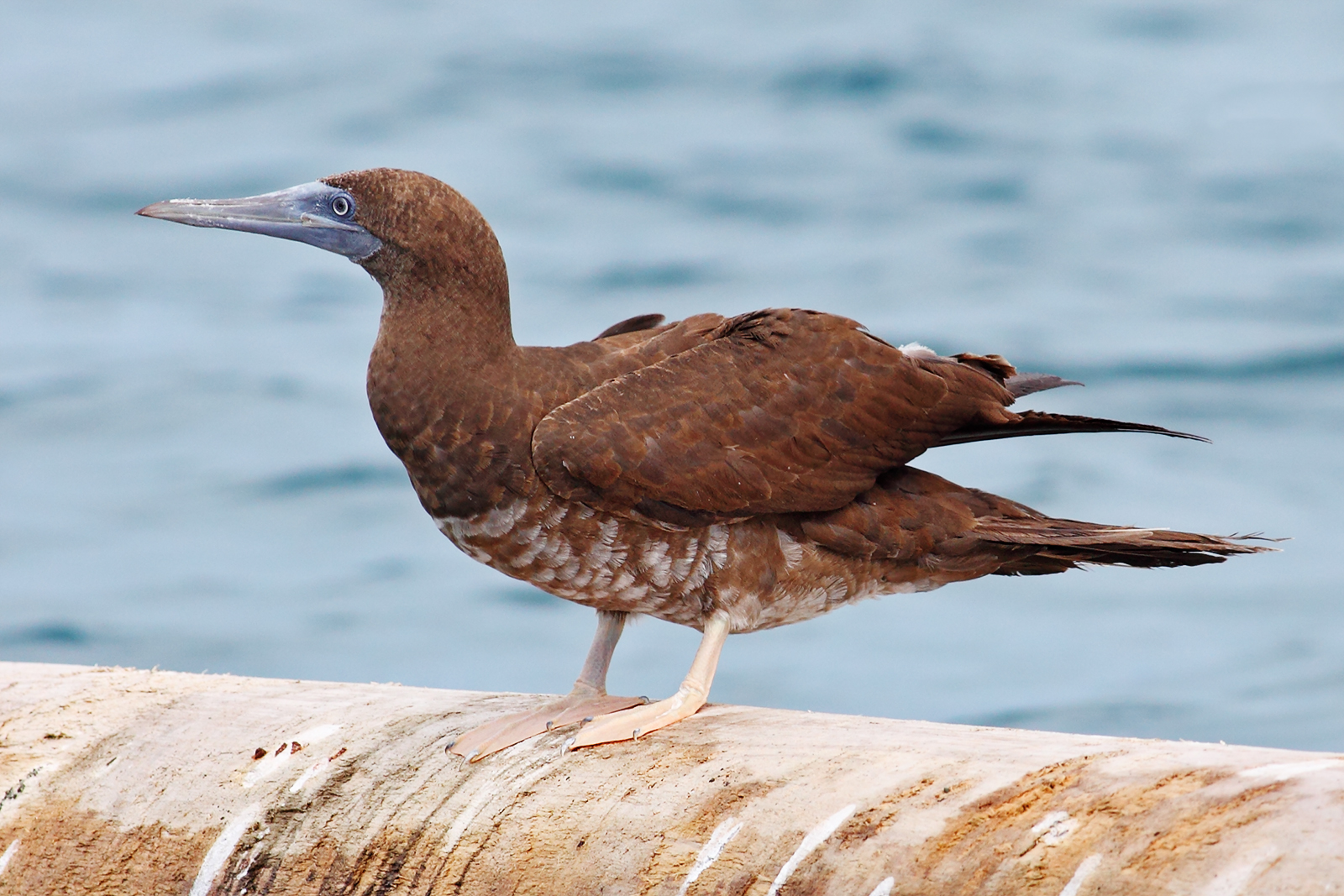
молодий птах